# Sewilla (prowincja)
Sewilla (hiszp. Provincia de Sevila) – prowincja we wspólnocie autonomicznej Andaluzja w Hiszpanii. Graniczy z prowincjami: Málaga i Kadyks od południa, Huelva od zachodu, Badajoz od północy oraz Kordowa od wschodu. Stolicą prowincji jest miasto Sewilla.
Prowincję zamieszkuje 1,9 mln osób (według danych z 2009 roku), z czego 40% mieszka w stolicy prowincji. Prowincja jest 4. co do wielkości zaludnienia prowincją w Andaluzji. Na terenie prowincji znajduje się część Parku Narodowego Doñana.
Sewilla ma ciepły oceaniczny klimat z roczną średnią temperaturą 18,5 °C. Zimy są generalnie łagodne, a lata są bardzo ciepłe. Maksymalne temperatury latem często przekraczają 40 °C. Comarca de Écija jest znana jako „patelnia Andaluzji” z powodu gorących lat.
Prowincja Sewilla generuje 1,92% hiszpańskiego ruchu hotelowego.

## Podział administracyjny

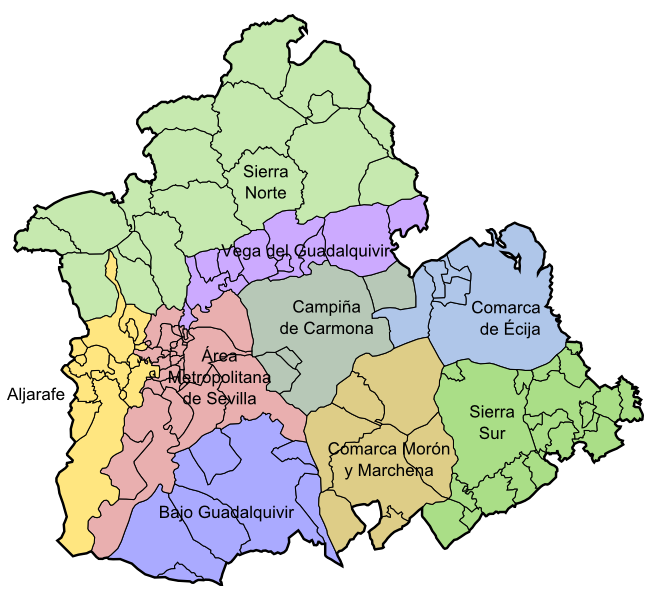
Comarki prowincji Sewilla

W skład prowincji wchodzą następujące comarki:
- El Aljarafe
- Bajo Guadalquivir
- Campiña de Carmona
- Campiña de Morón y Marchena
- Comarca Metropolitana de Sevilla
- Comarca de Écija
- Sierra Norte
- Sevilla
- Vega del Guadalquivir